# 心灵独奏
《心灵独奏》（英語：The Soloist），是2009年由乔·莱特执导的一部美国剧情片。主演是杰米·福克斯和小勞勃·道尼。该影片于2009年4月24日在电影院上演，影片DVD和蓝光DVD于同年8月5日发行。
该影片来源于音乐家纳撒尼尔·埃尔斯的真实故事，剧本由苏珊娜·格兰特根据斯蒂夫·洛佩兹的书《独奏者》改编而成。影片中，傑米·福克斯饰演的埃尔斯是一位大提琴神童，因患上了精神分裂症而成为了无家可归的人，而小勞伯·道尼饰演的洛佩兹是一位《洛杉矶时报》的专栏作家，某天发现了埃尔斯并把他的事迹写在了报纸上。

## 外部連結
- Official website
- 互联网电影数据库（IMDb）上《The Soloist》的资料（英文）
- 爛番茄上《The Soloist》的資料（英文）
- Box Office Mojo上《The Soloist》的資料（英文）
- AllMovie上《The Soloist》的资料（英文）
- Nathaniel Ayers Performs July 2009 NAMI Convention[永久]